# Zagórze (powiat dębicki)
Zagórze – wieś w Polsce, położona w województwie podkarpackim, w powiecie dębickim, w gminie Jodłowa.
| SIMC    | Nazwa    | Rodzaj    |
| ------- | -------- | --------- |
| 0821671 | Gronówka | część wsi |
| 0821688 | Podosiny | część wsi |
| 0821694 | Zajedle  | część wsi |

W latach 1975–1998 miejscowość należała administracyjnie do województwa tarnowskiego.
Zagórze tworzy sołectwo w ramach gminy Jodłowa, o powierzchni 3,06 km². Graniczy ze Słotową, Strzegocicami, Dęborzynem, Dzwonową i Lubczą. Miejscowość położona jest w północno-wschodniej części Pogórza Ciężkowickiego, w kotlinie otoczonej niewysokimi wzgórzami. Najwyższe z nich, Dąbrowa, ma wysokość 341 m n.p.m.
Wieś powstała w XIV wieku jako własność benedyktynów z opactwa w Tyńcu, co potwierdził dokument króla Kazimierza Jagiellończyka z 1456 roku. W czasach I Rzeczypospolitej Zagórze należało do powiatu pilźnieńskiego, wchodzącego w skład województwa sandomierskiego. Po rozbiorach Polski wieś była w zaborze austriackim. Benedyktyni tynieccy utracili prawa własności do Zagórza w początku XIX wieku.
W Zagórzu znajduje się kościół filialny pw. Niepokalanego Serca Najświętszej Marii Panny z 1985 roku, należący do parafii w Przeczycy.